# 卡莱尔沃
卡莱尔沃（芬蘭語：Kalervo），或译为卡勒沃（神话当中有时用的名字是“卡勒瓦/”），是芬兰神话中的人物。卡莱尔沃是一个大家族的首领。该家族据称居住在卡累利阿。温塔莫为卡莱尔沃的兄弟及另一家族的首领，但是家族之间发生了矛盾。温塔莫的家族未经许可在卡莱尔沃领地的野水中捕鱼，所以卡莱尔沃认为所捕获的鱼应该归他。于是两个家族间发生械斗，卡莱尔沃的整个家族都被杀光，除了一个有身孕的婢女。她后来生下了库莱尔沃。

## 诠释
卡莱尔沃和温塔莫家族之间的械斗最终来说是广为流传的兄弟之间的战争的本地版本。但也有可能部分基于史实。在不同时期的芬兰领土内不同的群体之间发生过对斗，并流传在传说当中。